# (2514) Taiyuan
(2514) Taiyuan est un astéroïde de la ceinture principale.

## Description
(2514) Taiyuan est un astéroïde de la ceinture principale. Il fut découvert le 8 octobre 1964 à Nanking par l'observatoire de la Montagne Pourpre. Il présente une orbite caractérisée par un demi-grand axe de 2,65 UA, une excentricité de 0,10 et une inclinaison de 2,3° par rapport à l'écliptique.

## Compléments